# 斯潘塞高地 (伊利諾伊州)
斯潘塞高地（英語：Spencer Heights）是位於美國伊利諾伊州普瓦斯基縣的一個非建制地區。該地的面積和人口皆未知。

## 地理
斯潘塞高地的座標為37°07′38″N 89°11′41″W / 37.12722°N 89.19472°W，而該地的平均海拔高度為129米（即423英尺）。